# Sándor Tihanyi
Sándor Tihanyi (ur. 28 kwietnia 1963 w Debreczynie) – węgierski żużlowiec.

## Przynależność klubowa
Węgry
- Volan SC Debrecen

Polska
- Stal Rzeszów (1992)
- Motor Lublin (1993)
- Wanda Kraków (1994–1995)
- Krosno (1996)
- Rzeszów (1999)
- Wybrzeże Gdańsk (2000)
- WKM Warszawa (2002)
- KSM Krosno (2003–2004)
- Speedway Miszkolc (2005–2010; Węgry)

## Osiągnięcia
- 1982 – finalista IMEJ (Pocking – 16. miejsce)
- 1983 – finalista IMEJ (Lonigo – 11. miejsce)
- 1988 – finalista IMŚ (Vojens – 15. miejsce)
- 1990 – finalista MŚP (Landshut – brązowy medal)